# موساشي أوكوياما
موساشي أوكوياما (باليابانية: 奥山 武宰士) (15 مايو 1991 في طوكيو في اليابان – )؛ هو لاعب كرة قدم كان يلعب كلاعب وسط.

## وصلات خارجية
- موساشي أوكوياما على موقع قاعدة بيانات كرة القدم.إي يو (الإنجليزية)
- موساشي أوكوياما على موقع Soccerway.com (الإنجليزية)
- موساشي أوكوياما على موقع عالم كرة القدم.نت (الإنجليزية)